# ЭТ-1-627

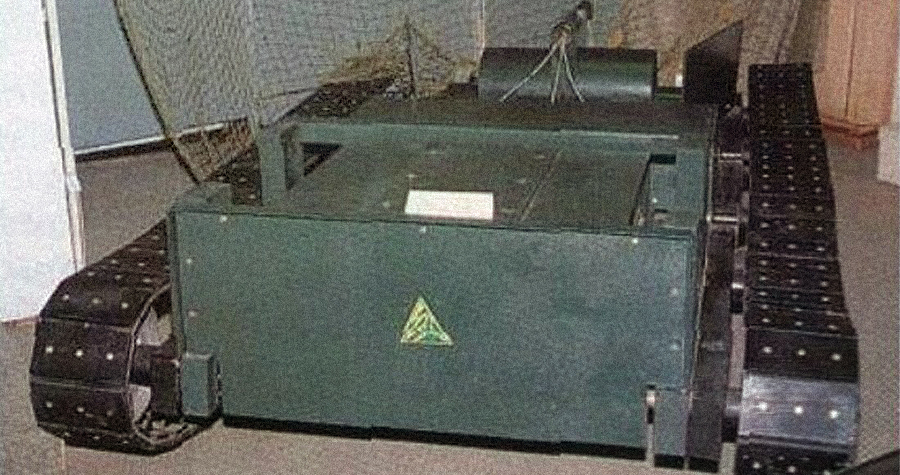
Макет ЭТ-1-627

ЭТ-1-627 — проект советской электрической танкетки-торпеды, для разрушения инженерных сооружений, укреплённых районов и подрыва вражеской техники.

## Разработка
В августе 1941 года по инициативе военного инженера 3-го ранга А. П. Казанцева была создана телеторпеда ЭТ-1-627. Идея её создания возникла не на пустом месте — использовались довоенные наработки, с которыми Казанцев был хорошо знаком как непосредственный инженер-разработчик теле- и радиоуправляемого оружия. 
Последнее число в индексе торпеды появилось благодаря московскому заводу № 627 Наркомата электротехнической промышленности, работники которого участвовали в создании первых прототипов торпеды и её серийном производстве.
В сентябре 1941 года завод № 627 получил задание на выпуск первой партии из тридцати танкеток, которые планировалось использовать на улицах Москвы.

## Конструкция
Торпеда собиралась на деревянной раме, имела по четыре небольших опорных катка с каждой стороны (собранных по два в две подрессоренные тележки), гусеницы на резиново-тканевой основе с деревянными траками-пластинами и электродвигатель с приводом на задние ведущие колеса. 
По одной из версий — имела элементы ходовой части малого трактора. 
Имелись специальные металлические контейнеры для перевозки и подрыва взрывчатки.
Управление движением и подрывом танкетки-торпеды производилось по двум проводам, а питание поступало по третьему силовому проводу от генератора, размещенного в танке сопровождения.

## Полевые испытания
Начальник главного инженерного управления А. Ф. Хренов в скором времени лично доложил об успешных испытаниях танков-подрывников С. К. Тимошенко, который также приказал изготовить более мощные образцы машин для разрушения самых современных инженерных сооружений.
С 26 по 29 августа 1940 года группа «Подрывник» прошла испытания на НИБТ Полигоне (Кубинка). В выводах комиссии по результатам испытаний отмечалось, что «при телеуправлении по радио на расстоянии между телетанком и танком управления 400—500 м, можно точно навести на цель, при условии хорошей видимости цели, из танка управления…».
По результатам испытаний было принято решение разработать способ доставки зарядов ВВ к объекту подрыва. Заряды ВВ массой от 0,1 до 0,5 т предполагалось размещать в специальных металлических контейнерах.

## Боевые действия
ЭТ-1-627 использовались для борьбы с немецкими ДзОТами и различными укреплениями при обороне Ленинграда на Волховском фронте, где в ходе боёв танкетками было уничтожено несколько танков.
Начальник инженерных войск Приморской армии А. Ф. Хренов заказал партию электротанкеток ЭТ-1-627. Из доставленной партии шесть штук осталось в Севастополе, а остальные были направлены в Симферополь. 27 февраля в Севастополе были успешно использованы три танкетки, участвовавшие в атаке на немецкие позиции. На Керченском полуострове танкетки уничтожили девять машин противника. 

А. П. Казанцев о ЭТ-1-627 в боях на Керченском полуострове:
… И тут сухопутная торпеда, похожая на крохотную танкетку, выпрыгнула из капонира и устремилась к первому танку, круто взбираясь на холм. Из танка заметили её, но, вероятно, не поняли, что это такое. На всякий случай дали по ней очередь из пулемета. Должно быть, пули накоротко замкнули проводку одного из электромоторов. Другой продолжал работать, и танкетка побежала по дуге, обходя танк. Тогда вылезла вторая торпеда, управляемая Печниковым. Танк был слишком близко от неё, чтобы увернуться. Фонтан огня и дыма с грохотом метнулся как-то вбок. Когда дым рассеялся, мы увидели, что у танка разворочена броня.

## Аналоги
Почти одновременно с Кравцевым работы по созданию сухопутных торпед начали в Германии. Через три года к их созданию приступили в Великобритании, а в США сухопутные торпеды в период Второй мировой отсутствовали полностью.
- СССР — ТТ-18, ТТ-27, Железнодорожная торпеда ЖДТ-3
- Третий рейх — «Голиаф» (Sd.Kfz. 302, 303a, 303b)
- Франция — Torpille Terrestre[англ.], Engin K[англ.], Машина Поммелле
- США — Наземная торпеда Викерсхэма